# Laramie (film)
Laramie è un film del 1949 diretto da Ray Nazarro.
È un western statunitense ambientato nel 1868 con Charles Starrett, Fred F. Sears e Tommy Ivo. Fa parte della serie di film western della Columbia incentrati sul personaggio di Durango Kid.

## Produzione
Il film, diretto da Ray Nazarro su una sceneggiatura di Barry Shipman, fu prodotto da Colbert Clark per la Columbia Pictures e girato in California e nello Utah dall'11 al 19 ottobre 1949.

## Distribuzione
Il film fu distribuito negli Stati Uniti dal 19 maggio 1949 al cinema dalla Columbia Pictures. È stato distribuito anche in Brasile con il titolo A Pista do Renegado.